# Six Flags New England
Six Flags New England est un parc à thèmes de la société Six Flags, situé à Agawam dans le Massachusetts près de Springfield. Il est constitué d’un parc d'attractions, et d'un parc aquatique (Six Flags Hurricane Harbor).

## Historique

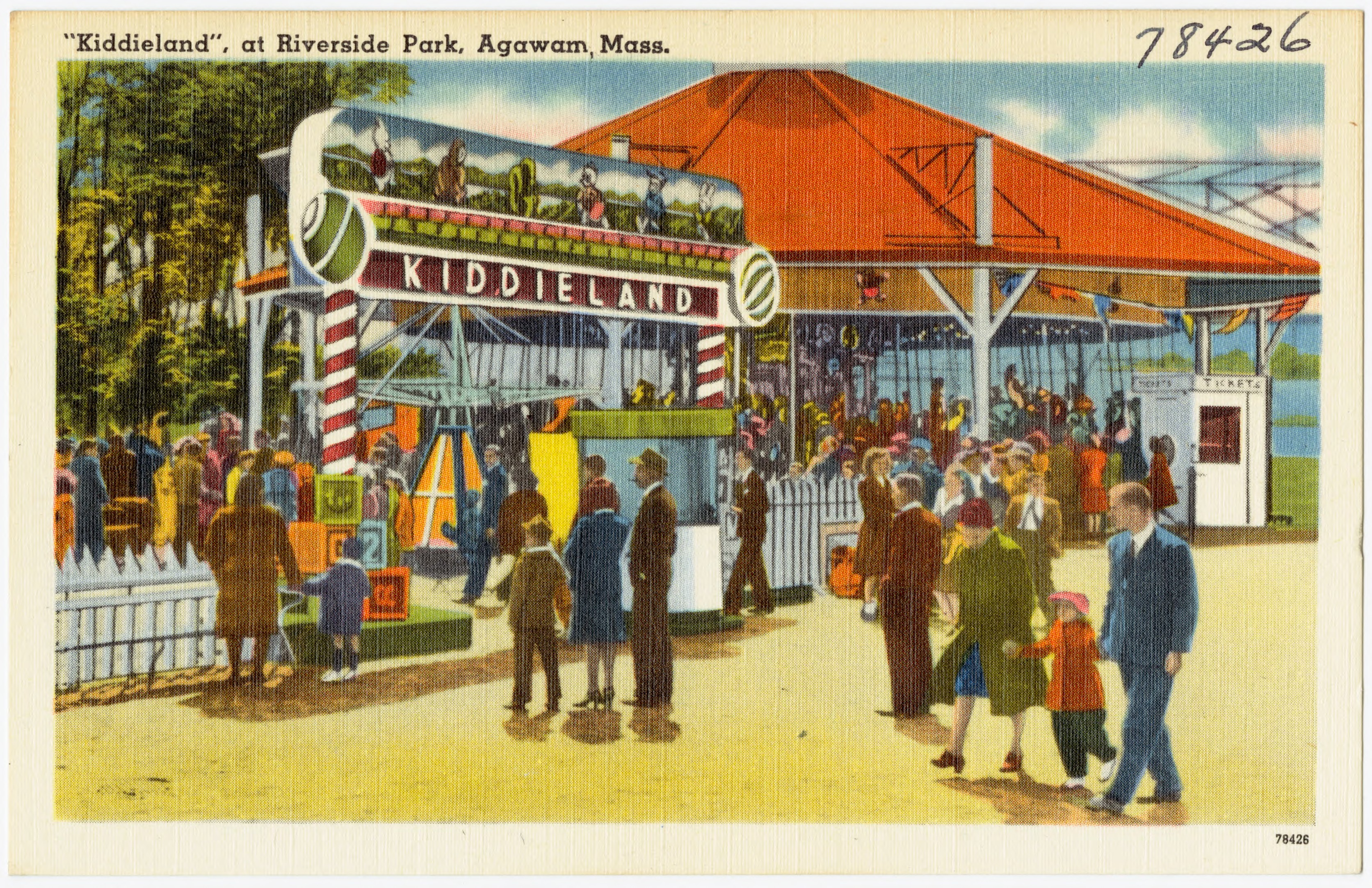
Carte postale des années 1940 présentant Kiddieland, une zone de Riverside Park.

En 1870 ouvrit Gallops Grove, un petit parc de bord de rivière avec des aires de pique-nique. Il devient Riverside Grove jusqu'en 1912 où Henry J. Perkings lui donne sa vocation de parc à thèmes et où il prend le nom Riverside Park. En 1910, le parc accueille ses premières montagnes russes, un parcours de montagnes russes en bois nommé Giant Dip. En 1938 c'est Edward Carroll qui prend la tête du parc. 
Pour ses 70 ans, le parc construit Thunderbolt, un deuxième circuit de montagnes russes en bois, dessiné par Joseph Drambour. Les années 70 vont être importantes au niveau de l'arrivée des attractions puisque c'est à cette époque que sont construits entre autres WildCat, Loop Coaster, Colossus (grande roue), Red River Rapids, etc.
En 1996, la famille Carrol qui possédait le parc depuis de nombreuses années décide de le vendre au groupe Premier Parks. Pendant quatre ans, le parc devient donc Riverside: The Great Escape. En 2000, le groupe change de nom pour devenir l'actuel Six Flags, le parc est alors une dernière fois rebaptisé en Six Flags New England. La main street du parc est renommée Carrol Drive, en hommage aux anciens propriétaires.
Pendant plusieurs années, jusqu'en 1999, le parc a accueilli la course automobile organisée par NASCAR appelée Riverside Park Speedway.

## Le parc
- Main Street Plaza
- DC Superhero Adventures
- Crackaxle Canyon
- North End
- Rockville U.S.A
- South End
- Looney Toons Movie Town
- Wiggle's Worldt
- Thomas Town

### Montagnes russes

#### En fonction
| Nom                                            | Type                | Constructeur                | Année |
| ---------------------------------------------- | ------------------- | --------------------------- | ----- |
| Batman - The Dark Knight                       | Sans sol            | Bolliger & Mabillard        | 2002  |
| Catwoman's Whip                                | Assises             | Zierer                      | 2000  |
| Flashback                                      | Navette / Boomerang | Vekoma                      | 2000  |
| Gotham City Gauntlet Escape from Arkham Asylum | Wild Mouse          | Maurer Rides                | 2011  |
| Great Chase                                    | Assises             | Miler Coaster Company       | 1996  |
| Joker                                          | Wing Rider          | S&S Worldwide               | 2017  |
| Pandemonium                                    | Tournoyantes        | Gerstlauer                  | 2005  |
| Riddler Revenge                                | Inversées / SLC 689 | Vekoma                      | 1997  |
| Superman the Ride                              | Hyper               | Intamin                     | 2000  |
| Thunderbolt                                    | Bois                | Joseph Drambour             | 1941  |
| Wicked Cyclone                                 | Hybrides            | Rocky Mountain Construction | 2015  |

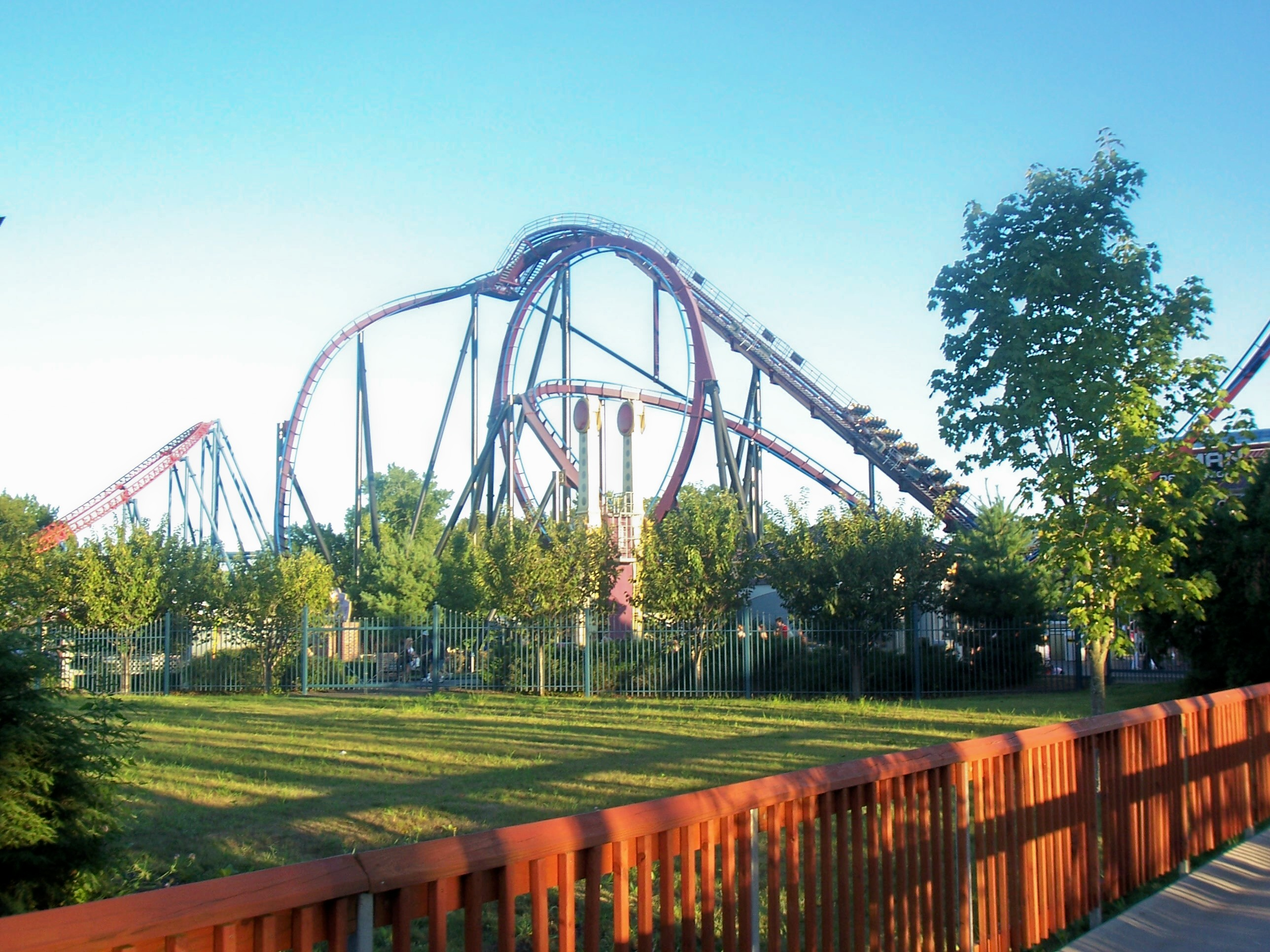
Batman - The Dark Knight
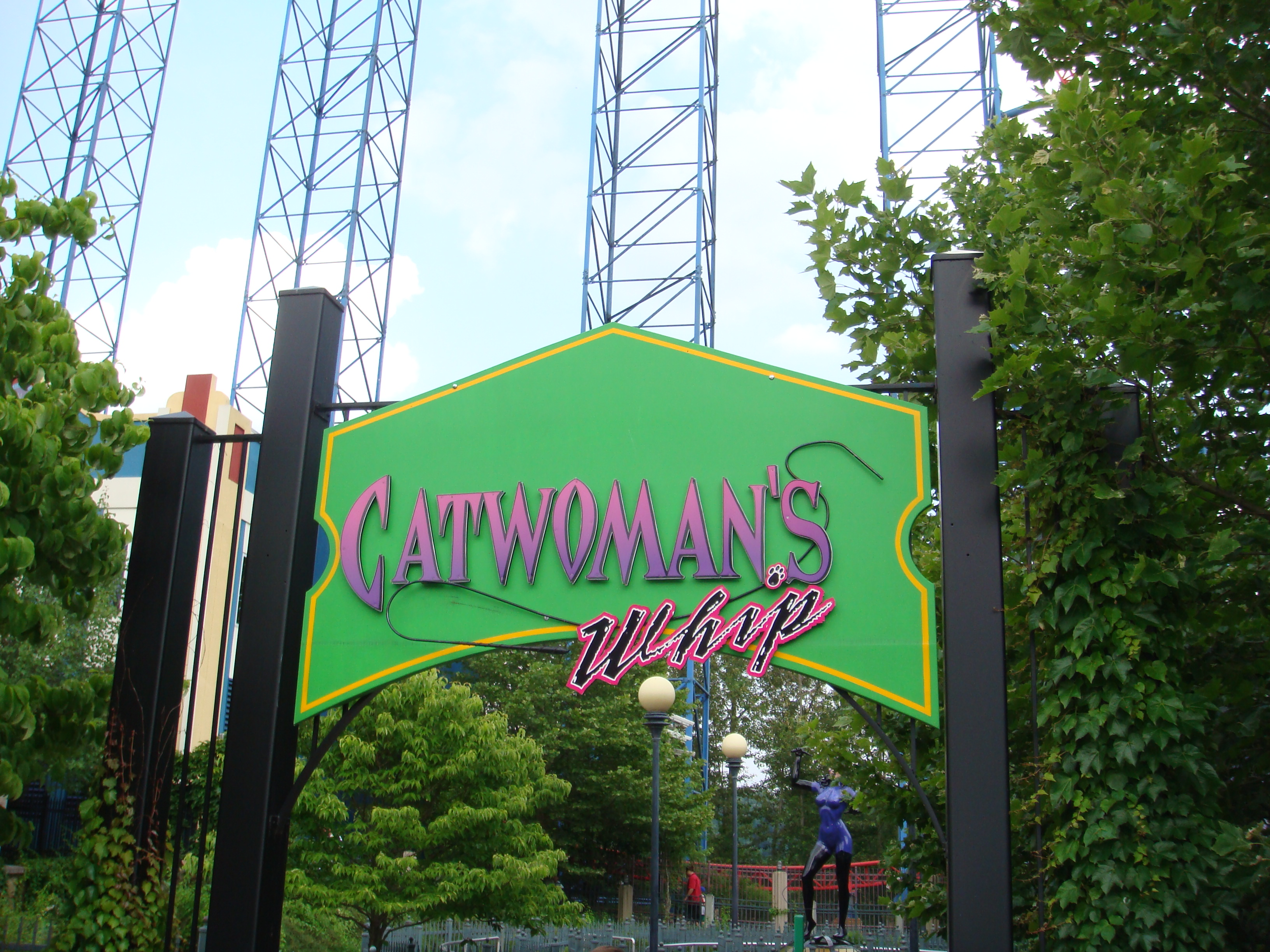
Catwoman's Whip
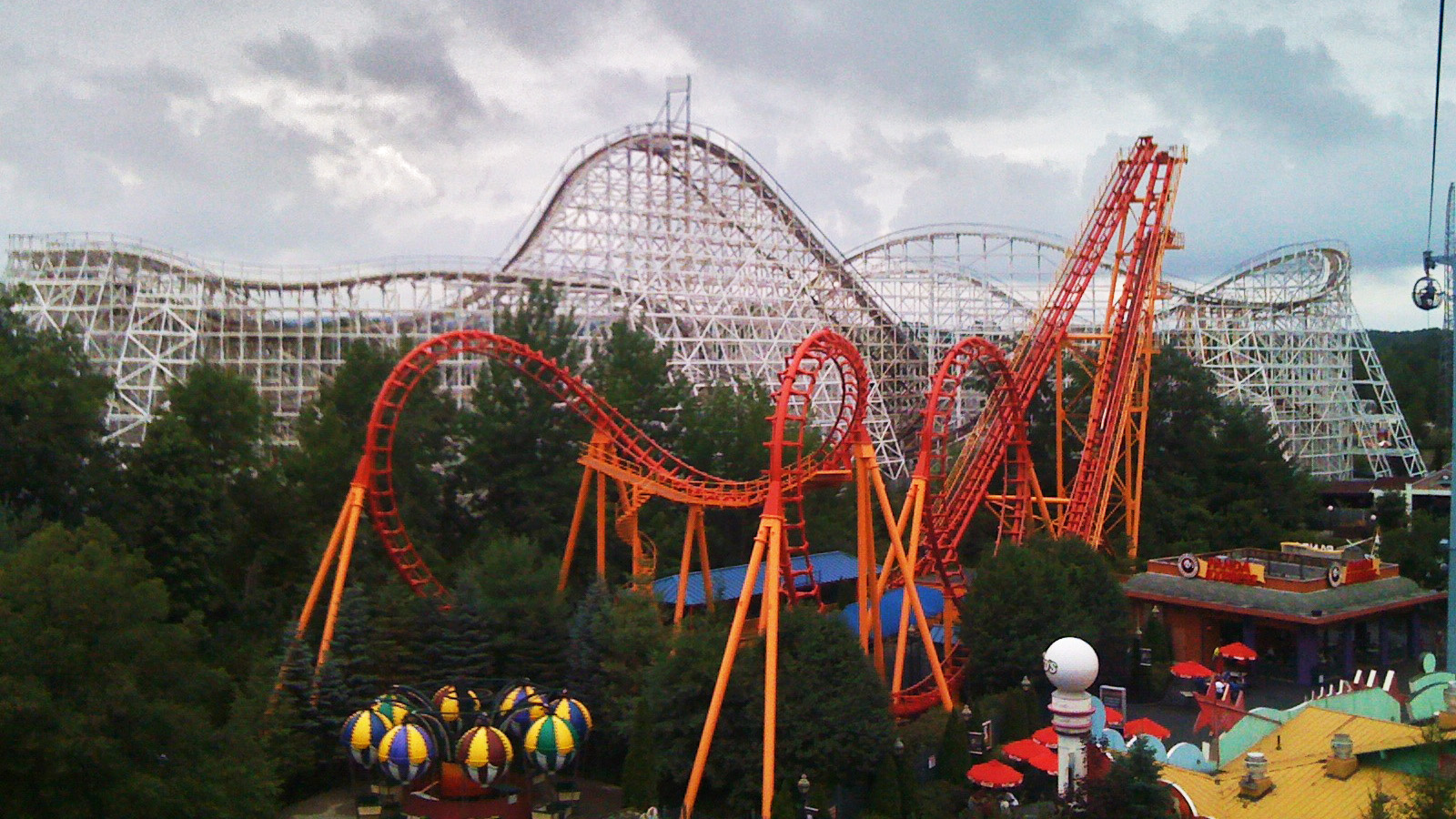
Flashback
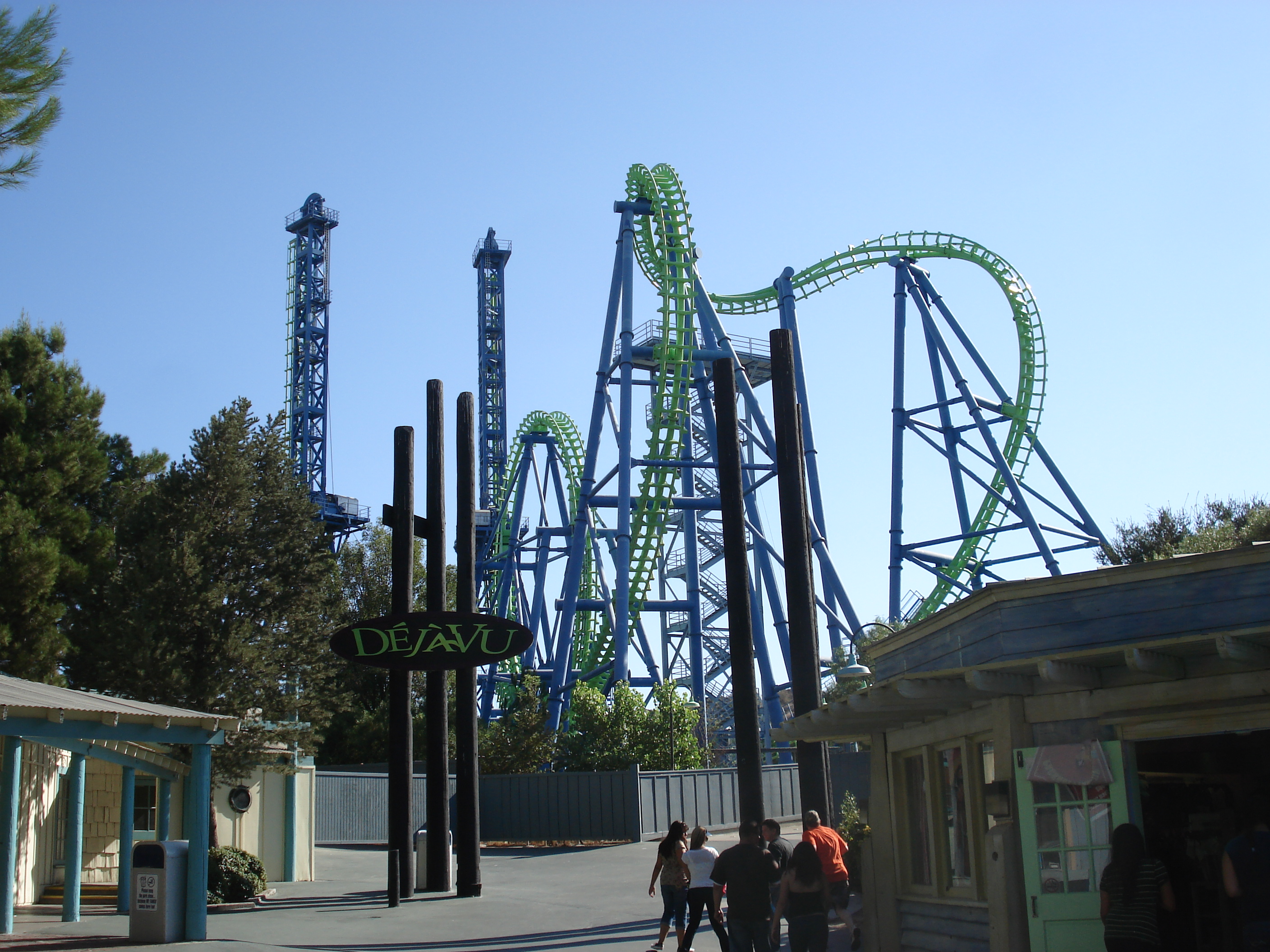
Goliath
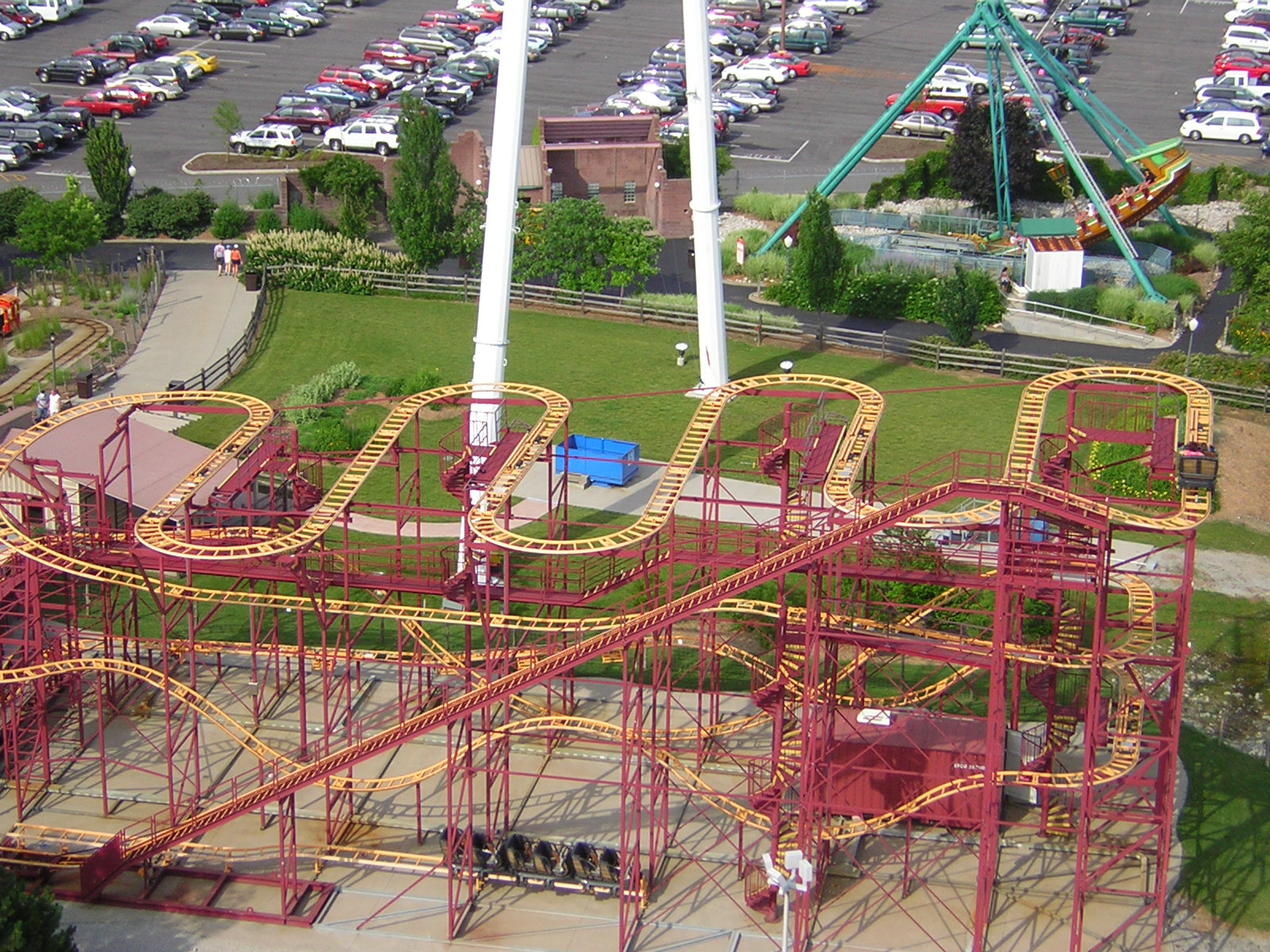
Gotham City Gauntlet Escape from Arkham Asylum
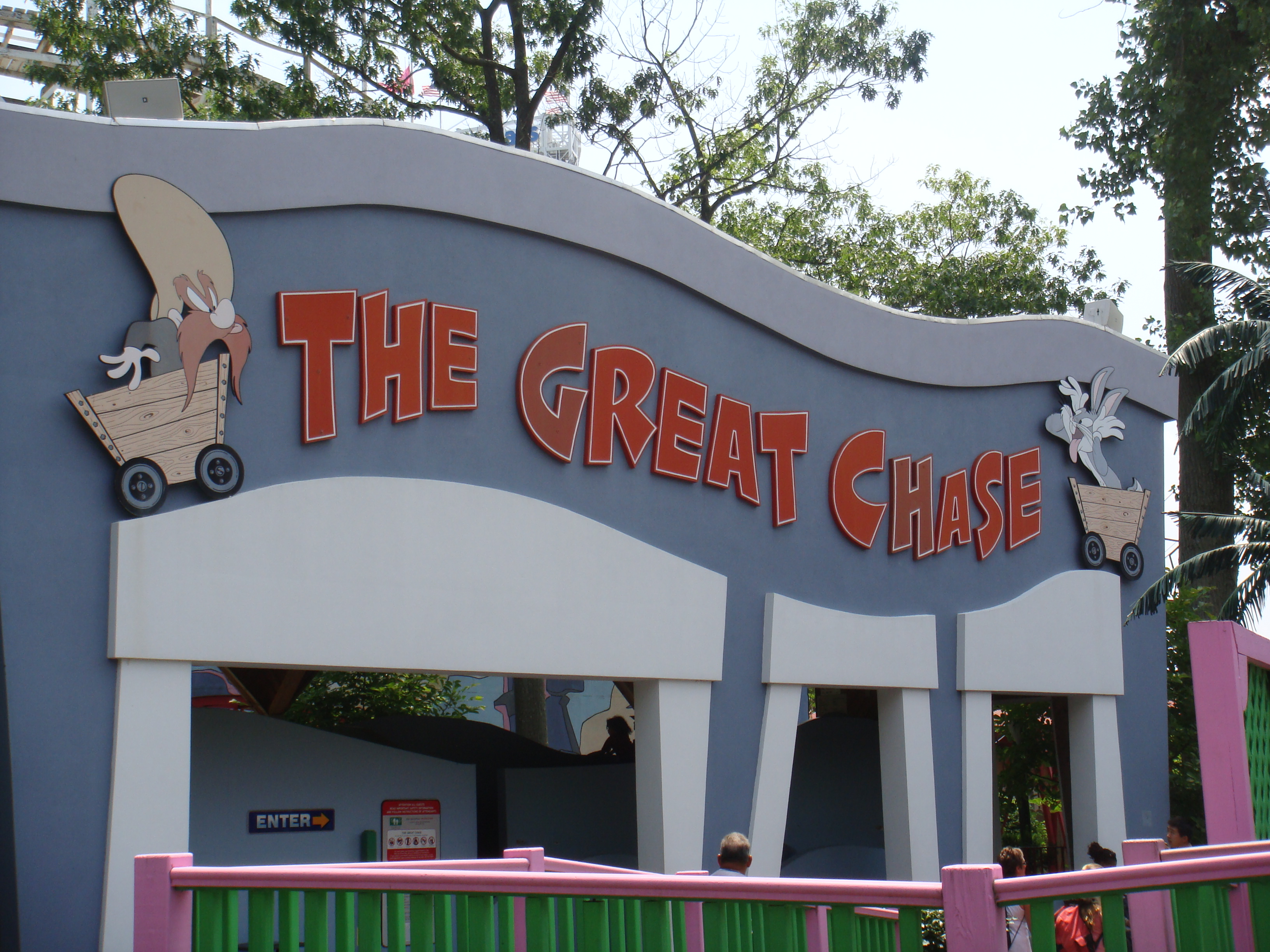
Great Chase
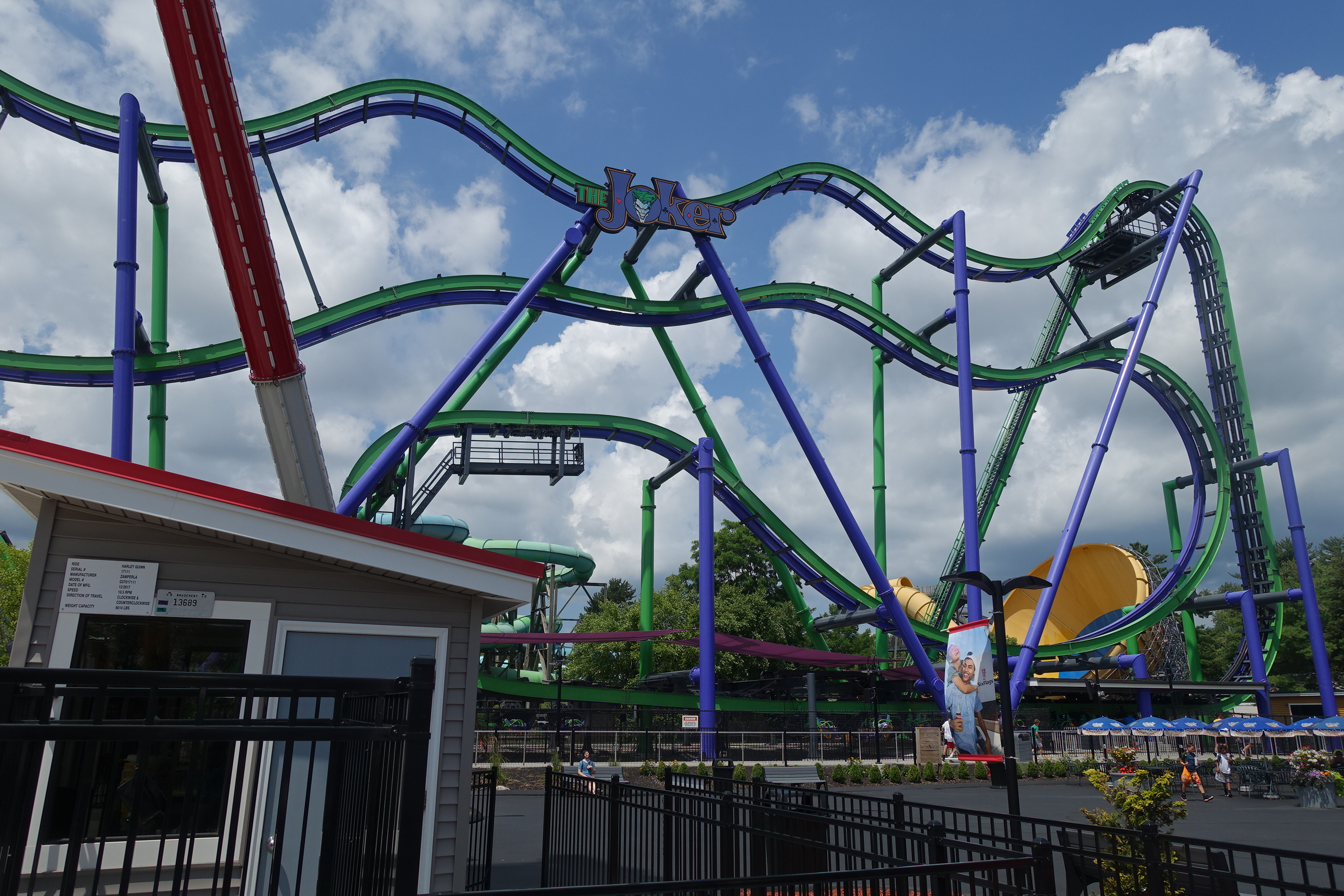
Joker
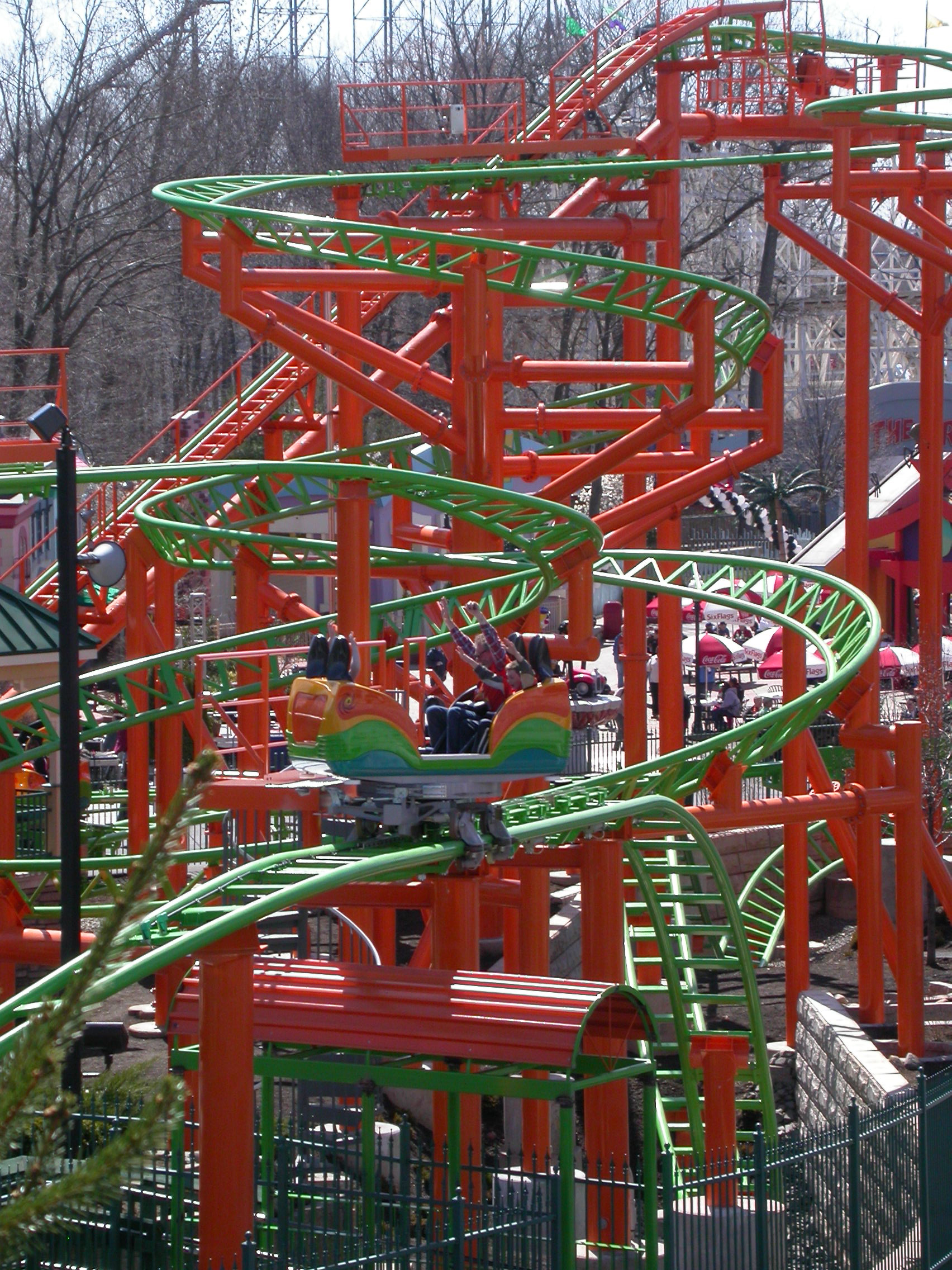
Pandemonium
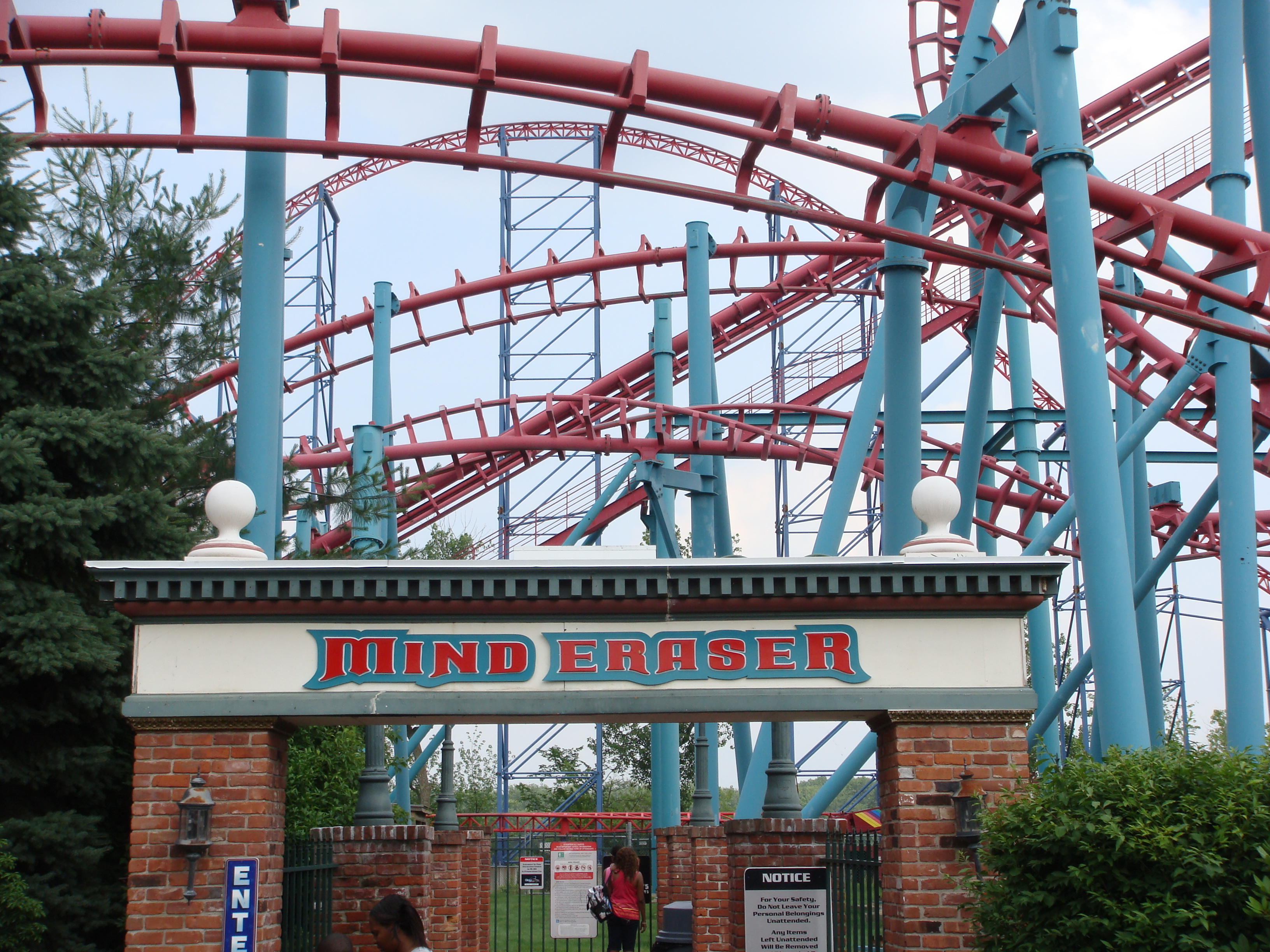
Riddler Revenge
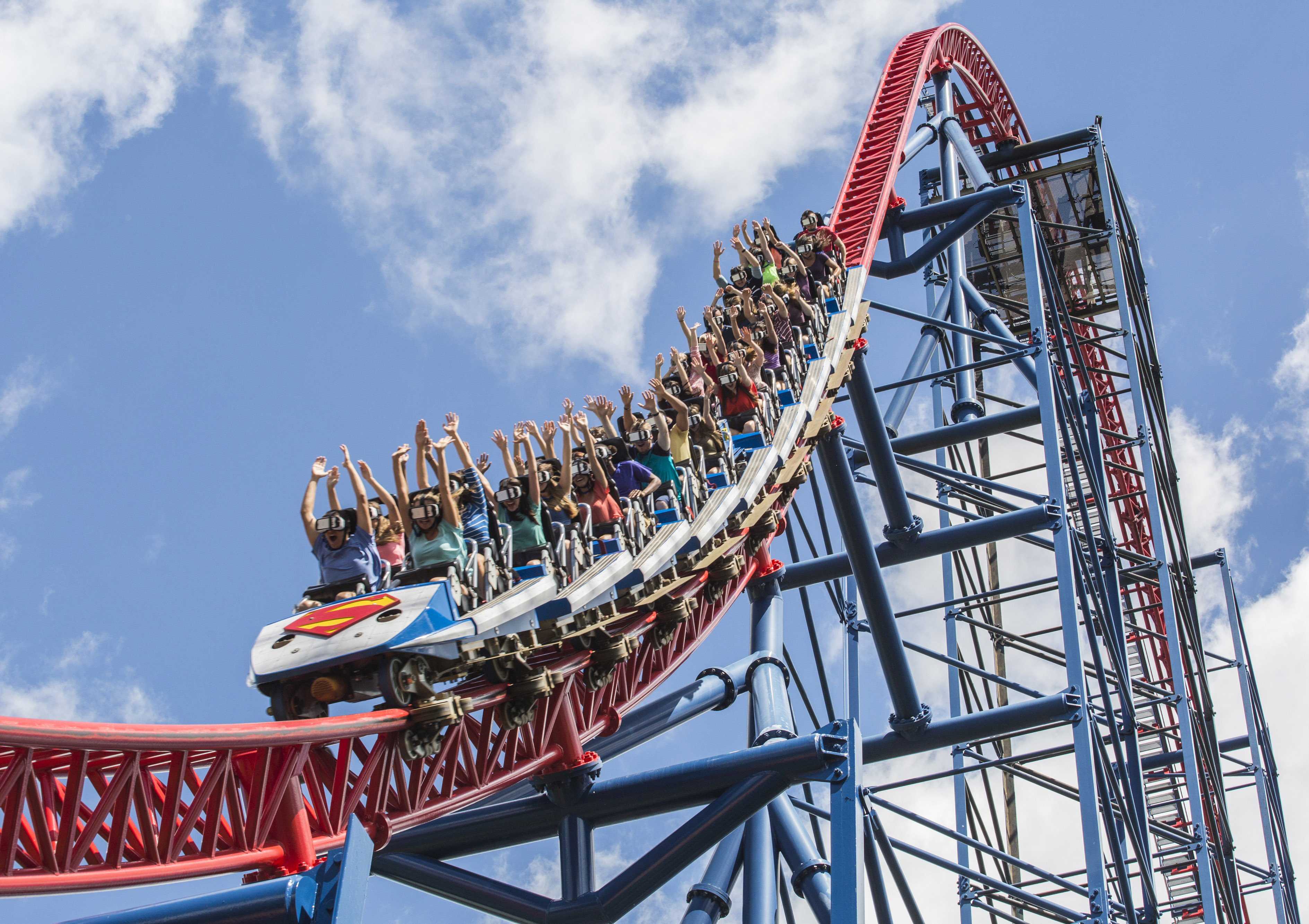
Superman the Ride
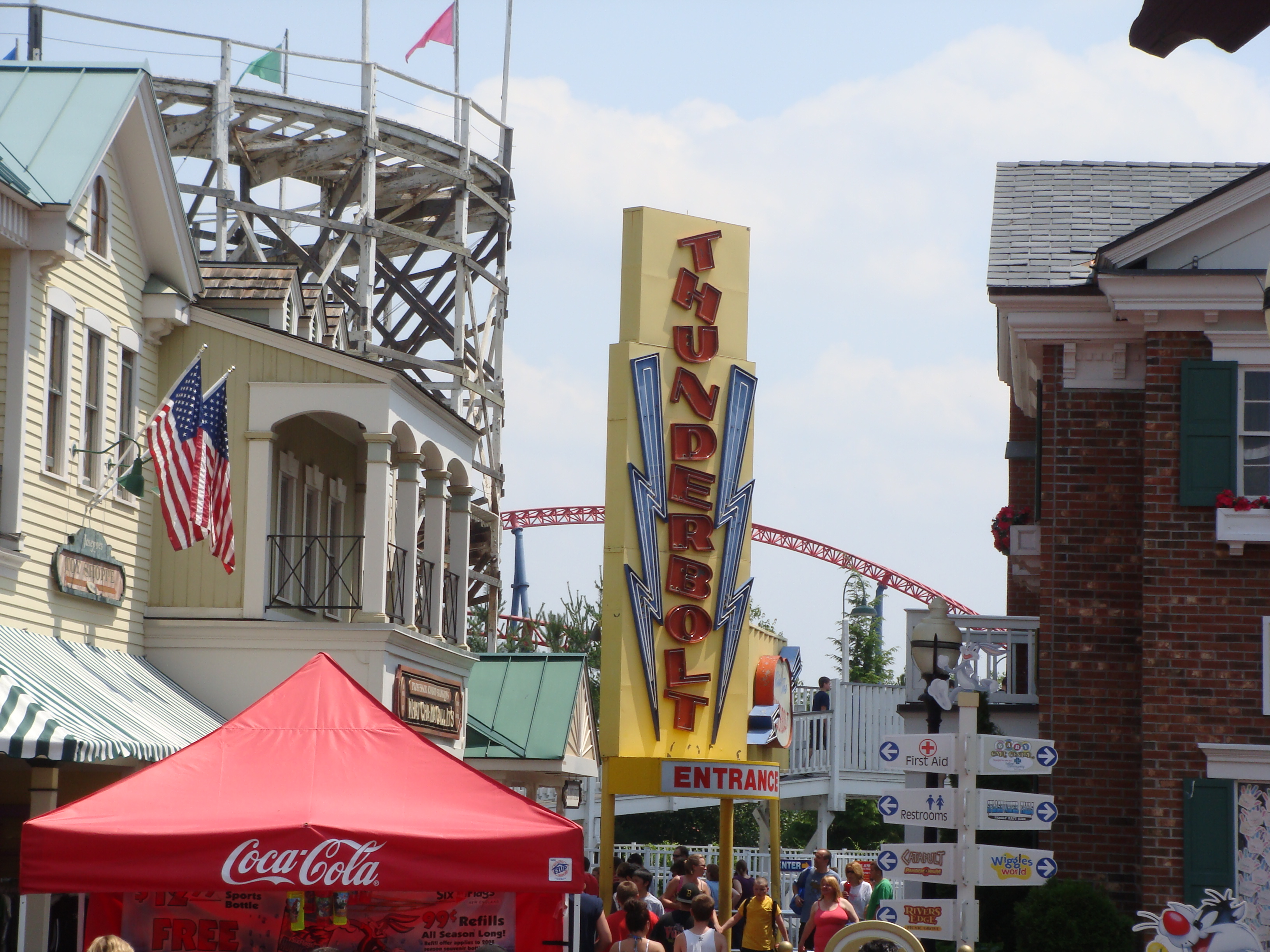
Thunderbolt
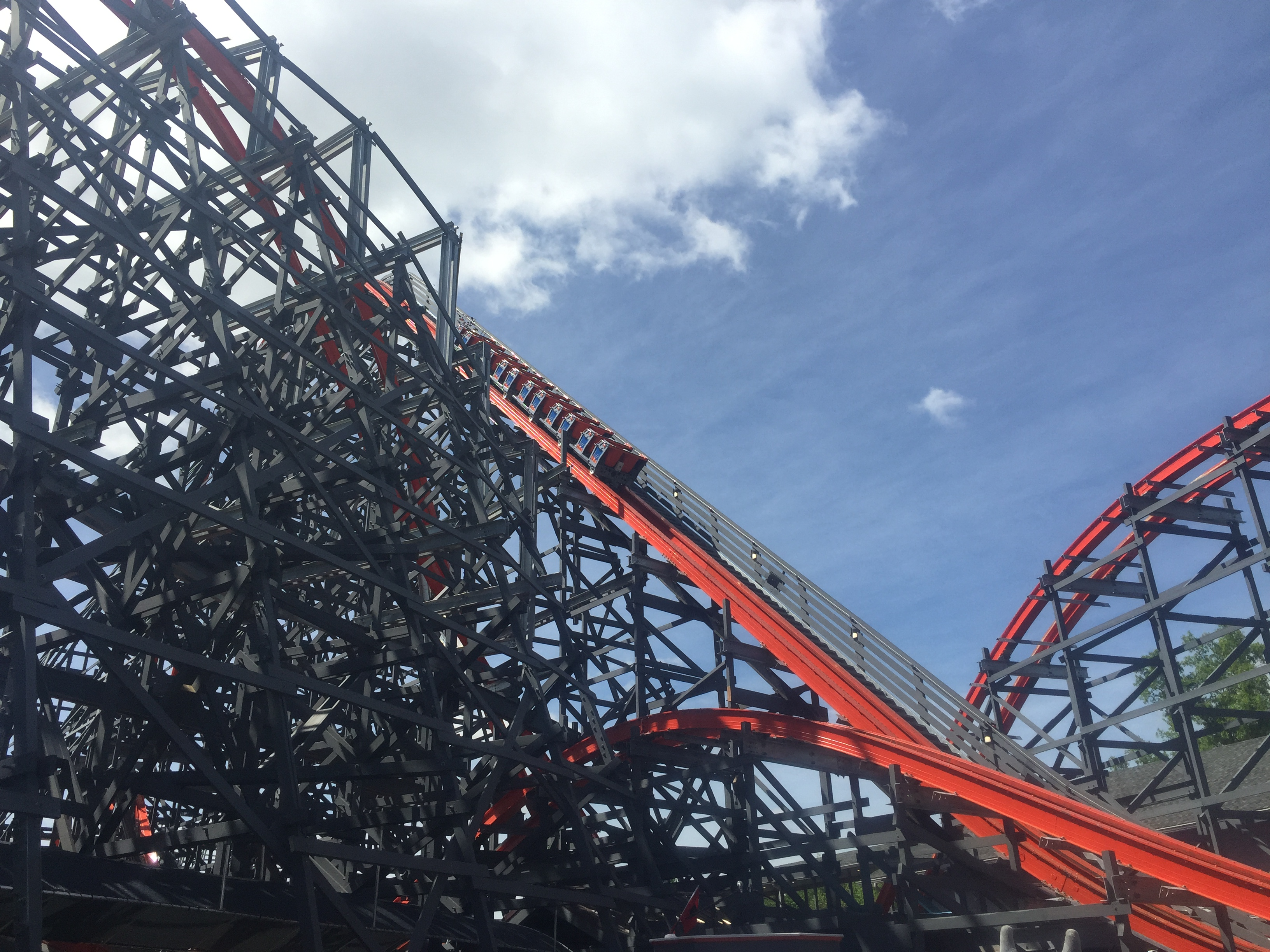
Wicked Cyclone

#### Disparues

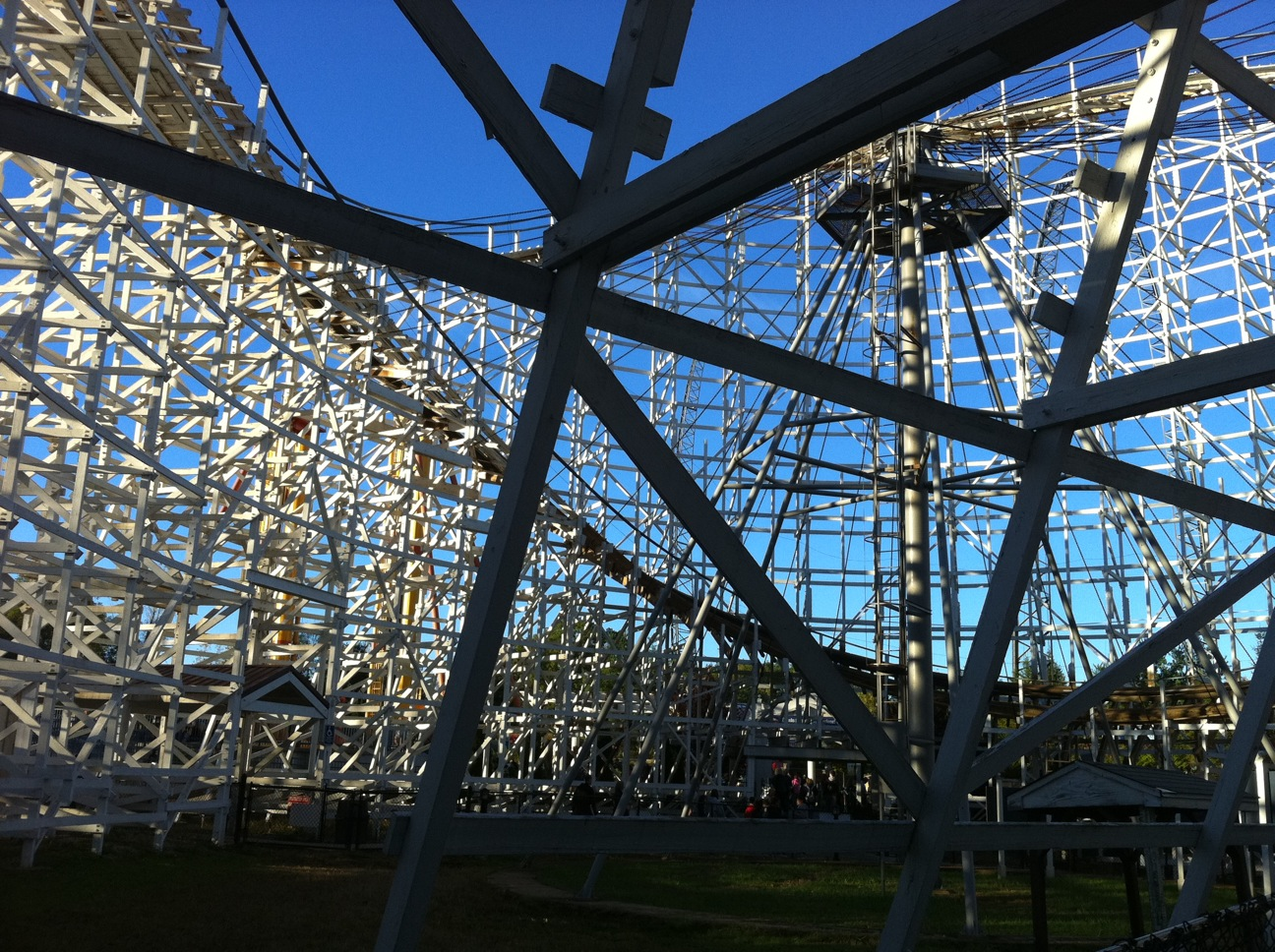
Cyclone

| Nom                            | Type                                              | Constructeur              | Année d'ouverture Année de fermeture |
| ------------------------------ | ------------------------------------------------- | ------------------------- | ------------------------------------ |
| Black Widow                    | montagnes russes lancées Montagnes russes navette | Arrow Dynamics            | 1977 - 1999                          |
| Cyclone                        | Montagnes russes en bois                          | William Cobb              | 1983 - 2014                          |
| Dark Knight                    | Wild Mouse                                        | Mack Rides                | 2008 - 2008                          |
| Giant Dip                      | montagnes russes en bois                          |                           | 1912 - 1919                          |
| Goliath                        | Giant Inverted Boomerang                          | Vekoma                    | 2012 - 2019                          |
| Greyhound                      | montagnes russes en bois                          | John A. Miller            | 1915 - 1933                          |
| Lightning                      | montagnes russes en bois                          | John A. Miller            | 1920 - 1933                          |
| Little Rickie's Little Twister | montagnes russes assises                          | Herschell                 | 1978 - 1999                          |
| Whirlwind Racer                | montagnes russes en bois                          | Harry G. Traver           | 1928 - 1933                          |
| Wild Mouse                     | Wild Mouse                                        | B. A. Schiff & Associates | 1957 - /                             |
| WildCat                        | montagnes russes assises                          | Anton Schwarzkopf         | 1968 - 1983                          |

- Cyclone

### Attractions aquatiques

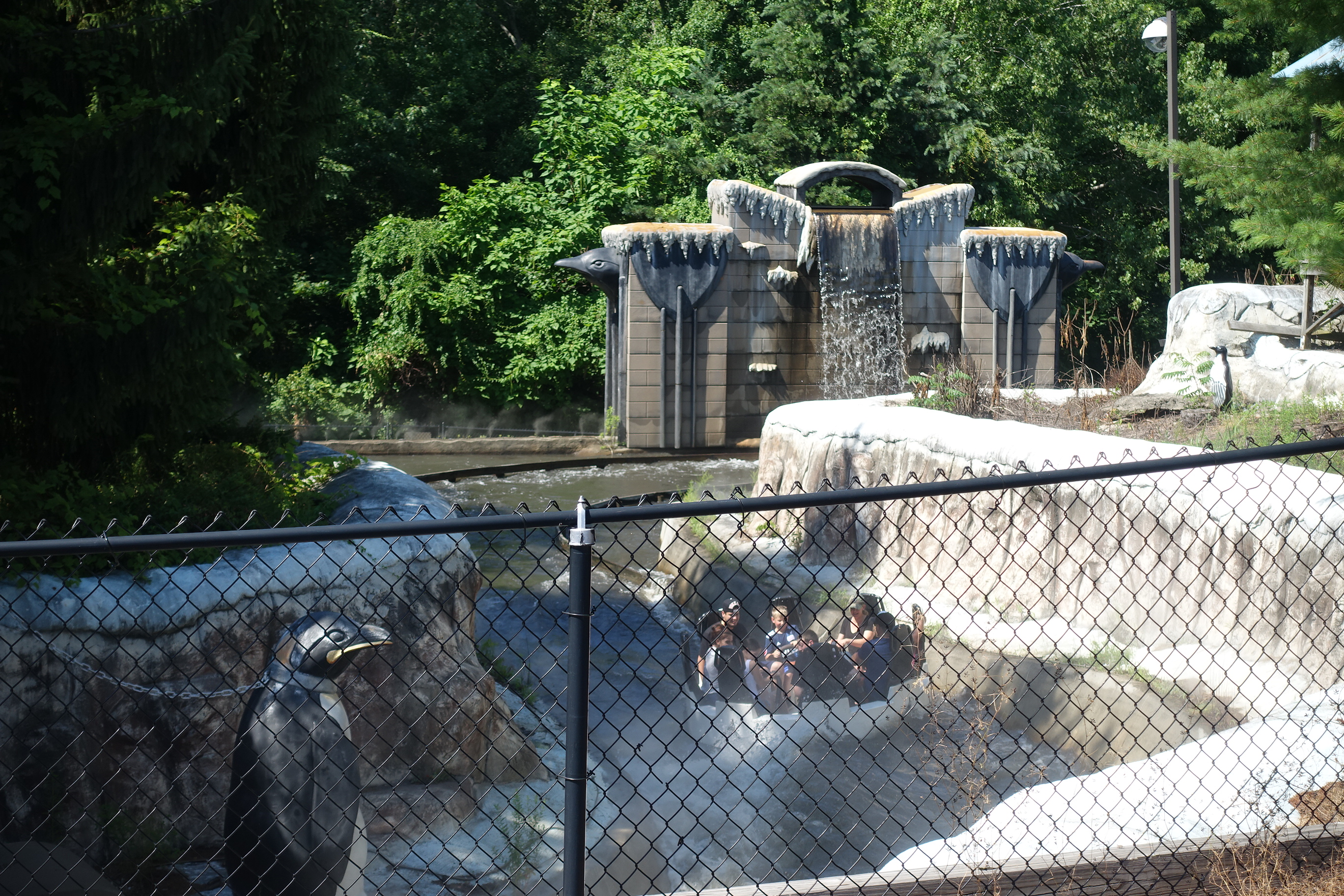
Blizzard River

| Nom                | Type                     | Constructeur               | Année d'ouverture |
| ------------------ | ------------------------ | -------------------------- | ----------------- |
| Blizzard River     | Rivière rapide en bouées | Hopkins Rides Inc          | 1999              |
| Splash Water Falls | Rivière rapide en bouées | WhiteWater West Industries | 2006              |
| Ship Wreck Falls   | Bûches                   | Intamin                    | 1997              |

### Attractions à sensations

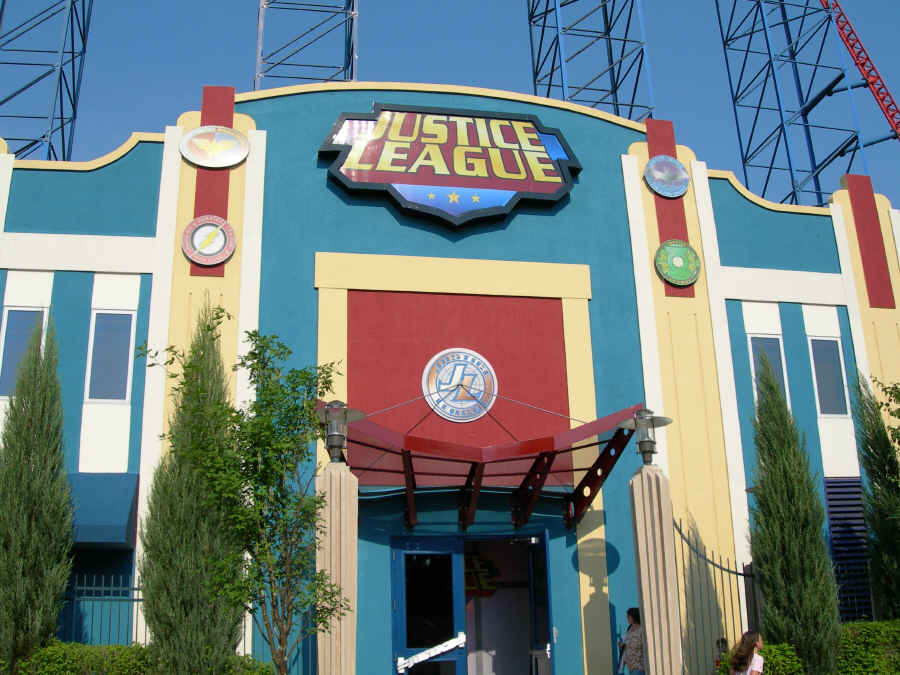
Le Hall de la justice

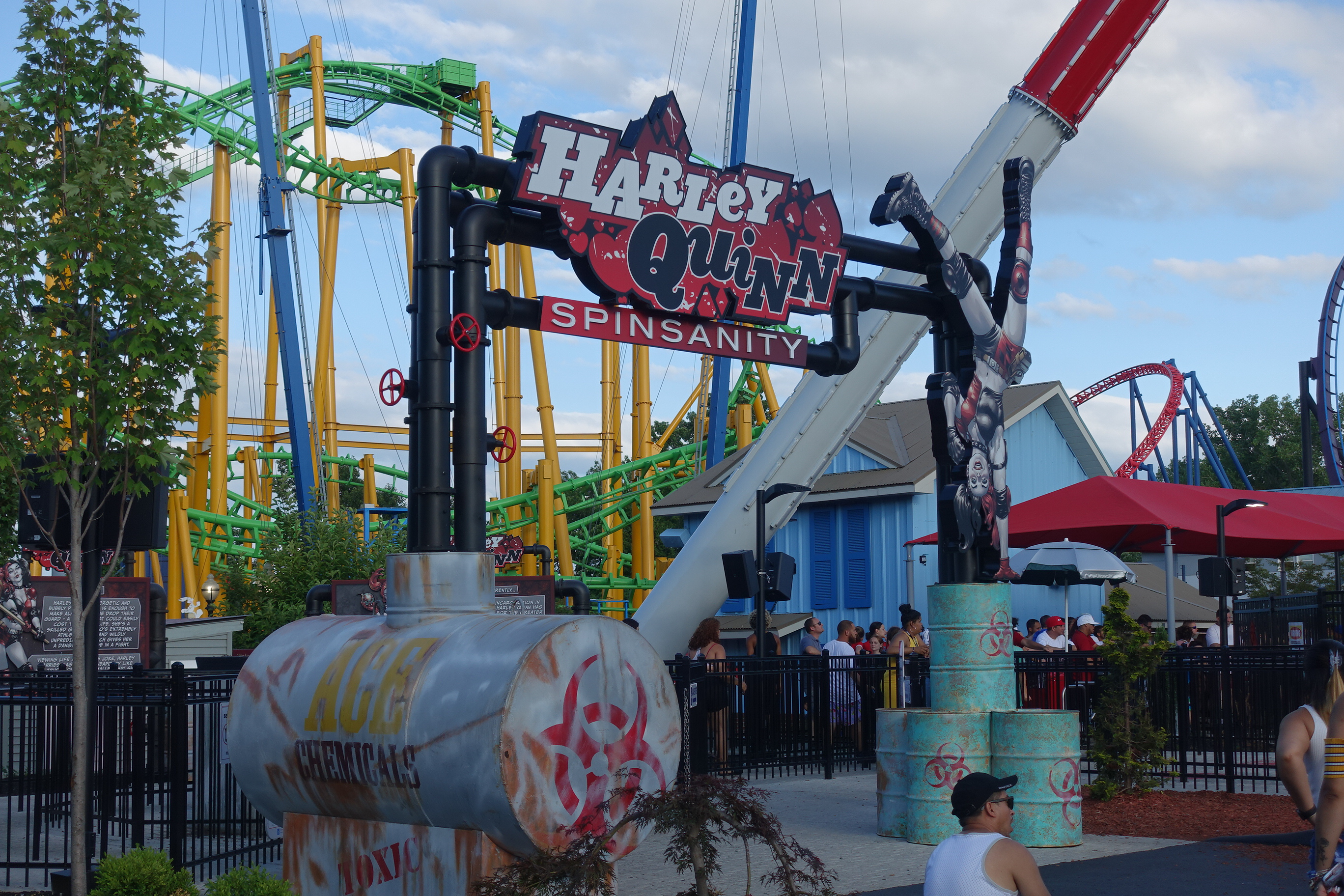
Harley Quinn Spinsanity

| Nom                     | Type        | Constructeur   | Année d'ouverture |
| ----------------------- | ----------- | -------------- | ----------------- |
| Cyborg: Hyper Drive     | Freestyle   | Chance Rides   | 2019              |
| Fireball                | Giant Loop  | Larson         | 2016              |
| Harley Quinn Spinsanity | Frisbee     | Zamperla       | 2018              |
| New England SkyScreamer | Star Flyer  | Funtime        | 2014              |
| Nightwing               | Slingshot   |                | 2009              |
| Rock n' Rodeo           | Traffic Jam | SBF Visa Group | 2016              |
| Scream                  | Turbo Drop  | S&S Worldwide  | 1998              |
| Supergirl Sky Flyer     | Endeavour   | Zamperla       | 2021              |
| Tomahawk                | Frisbee     | Huss Rides     | 1999              |

### Autres attractions
| Nom                         | Type                          | Constructeur                           | Année d'ouverture |
| --------------------------- | ----------------------------- | -------------------------------------- | ----------------- |
| 1909 Illions Carousel       | Carrousel                     | M.C. Illions and Sons                  | 1940              |
| Animation Department        | Chaises volantes pour enfants | Zamperla                               | 1998              |
| Balloon Race                | Balloon Race                  | Zamperla                               | 1989              |
| Daffy's Hollywood Tours     | Crazy Bus                     | Zamperla                               | 1998              |
| Gotham City Crime Wave      | Chaises volantes              | Zierer                                 | 1979              |
| Houdini - The Great Escape  | Mad House                     | Vekoma                                 | 1999              |
| Kontiki                     | Alpine Bobs                   | Chance Rides                           | 1999              |
| Krazy Kars                  | Parcours en voitures          | Zamperla                               | 2007              |
| Krazy Kups                  | Tasses                        | SBF Visa Group                         | 2001              |
| New England Express         | Train                         | Metallbau Emmeln                       | 2007              |
| Scrambler                   | Scrambler                     | Eli Bridge                             | 1973              |
| Ship's Ahoy!                | Rockin' Tug                   | Zamperla                               | 2007              |
| Stampede Bumper Cars        | Auto-tamponneuse              | Zamperla                               | 1997              |
| Taz's Prop Delivery Company | Parcours en monster trucks    | Zamperla                               | 1998              |
| Tea Cups                    | Tasses                        | Zamperla                               | 1999              |
| Tweety's Clubhouse          | Jumpin' Star                  | Zamperla                               | 1999              |
| Wacky Wagons                | Grande roue pour enfants      | /                                      | 2001              |
| Whirlybirdz                 | Samba Tower                   | SBF Visa Group                         | 2001              |
| Wild Wheelz                 | Parcours en tacots            | Arrow Development/ Gould Manufacturing | 1962              |
| Wile E. Coyote Speed Trap   | Speedway                      | Zamperla                               | 1998              |
| Zinger Swings               | Chaises volantes              | SBF Visa Group                         | 2001              |
| ZoomJets                    | Telecombat                    | Zamperla                               | 2007              |

## Le parc aquatique

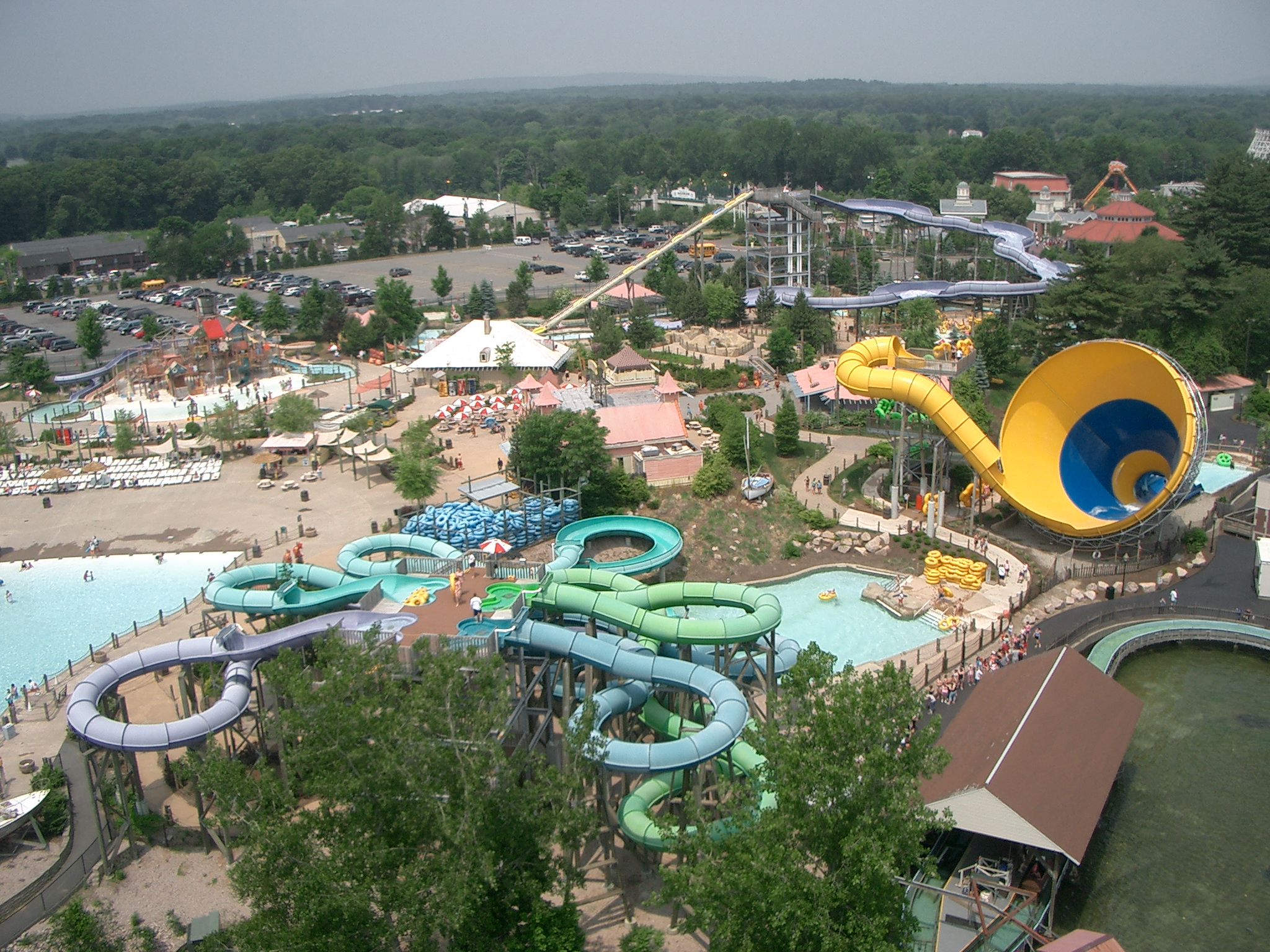
Vue d'ensemble d'Hurricane Harbor.

Hurricane Harbor est un parc aquatique situé dans Six Flags New England. Il a ouvert ses portes en 1997 sous le nom d'Island Kingdom et a été rebaptisé Hurricane Harbour en 2003. Il propose un certain nombre d'attractions destinées aux familles ainsi que des attractions à sensations fortes.